# Emilio Hediger y Olivar
Emilio Hediger y Olivar (Palma, 4 d'agost de 1847 - novembre de 1911) fou un militar i polític mallorquí, diputat a les Corts Espanyoles durant la restauració borbònica.

## Biografia
Era fill d'un marí de Maó destinat a Mallorca. Es graduà a l'Escola Naval Militar com a guardiamarina, especialitzat en torpedes i electricitat aplicada a la marina de guerra, i de 1862 a 1868 fou destinat a l'Esquadra Espanyola del Pacífic. Fou ajudant del general Francisco Serrano Domínguez en la batalla d'Alcolea. Va estar embarcat molts anys per Europa i Amèrica arribant al grau de capità de navili en 1898 fins que fou destinat a Menorca com a cap de les Defenses Submarines i Comandant Militar de Menorca. En maig de 1906 li fou atorgada la Gran Creu de l'Orde de Sant Hermenegild.
Fou elegit diputat per Maó a les eleccions generals espanyoles de 1910, però va morir abans d'acabar la legislatura. Després de la seva mort fou nomenat Menorquí Il·lustre.